# ELEGANCE (太田裕美のアルバム)
『ELEGANCE』（エレガンス）は、1978年に発表された太田裕美の8枚目のアルバム。

## 解説
超過密スケジュールの末、’77年の夏にのどを痛めてしまった太田が、1年かけてようやく復調してきた頃にリリースされたアルバム。全曲を松本隆作詞・筒美京平作曲のコンビが担当。
「ドール」（オリコン最高21位）をフィーチャーしているが、特筆すべきは青春群像として描かれた多彩な詩世界だろう。若き日の松本自身を思わせる「煉瓦荘」をはじめ、テーマもシチュエーションも多様な歌詞に合わせて、筒美のメロディーもポップスから、ロック、フォーク、初期を思わせるクラシカルな歌謡曲調までと実にバラエティー豊か。楽曲の幅の広さに伴いボーカルにも高度な表現が求められたが、太田裕美は表情豊かにさまざまなシーンを明確に歌い分けている。
一番人気は、当時から名曲と誉れ高い「ピッツァ・ハウス22時」。
公式ページ等は「ELEGANCE」とアルファベット表記だが、アルバムの帯にはカタカナで「エレガンス」と記載されている。

## 収録曲
- 全作詞：松本隆、作曲：筒美京平、編曲：萩田光雄（特記以外）

A面
1. クリスタル・ムーン
  - 編曲：筒美京平
2. ピッツァ・ハウス22時
  - 発売当時から人気の高い曲。途中に感情を昂らせて歌う部分がある。
3. リボン
4. スワン
5. Summer End Samba
6. エアポート’78

B面
1. ドール
  - 編曲：筒美京平
  - 12枚目のシングル。
2. 煉瓦荘
  - これも人気曲の一つ。この曲の主人公の「売れない詩人」は松本隆自身がモデルなのでは？と当時は噂になった。
3. 天国と地獄
  - 作詩：松本隆・太田裕美、作曲：筒美京平・萩田光雄
  - 歌と長めの台詞で構成されている。太田のオリジナル曲の中で一番収録時間が長い（7分12秒）。
4. 元気？
5. 冬の蜂

## 発売履歴
| 発売日        | レーベル           | 規格 | 規格品番  | 備考                                                         |
| ------------- | ------------------ | ---- | --------- | ------------------------------------------------------------ |
| 1978年8月1日  | CBSソニー          | LP   | 25AH 532  |                                                              |
| 1978年8月1日  | アポロン           | CT   | KSF-1107  |                                                              |
| 1991年9月15日 | ソニーミュージック | CD   | SRCL-2082 | CD選書。                                                     |
| 2016年7月29日 | ソニーミュージック | SACD | SSMS-014  | Audio Masterpiece Collections, Stereo Sound Reference Record |
| 2017年4月26日 |                    | 配信 |           | FLAC｜96.0kHz/24bit                                          |